# 森田三郎 (実業家)
森田 三郎（もりた さぶろう、慶応3年〈1867年〉10月 - 昭和8年〈1933年〉11月7日）は、明治から昭和にかけての弁護士、実業家 。

## 生涯
慶応3年（1867年）10月に近江国で生まれた。明治29年（1896年）、帝国大学法科大学を卒業し、同年に司法省に入って京都区裁判所検事となったが、辞して弁護士へと転じた。その傍らに名古屋ホテル社長、大阪ホテル取締役、京都信託取締役や、京都第一倉庫、京都殖産、東洋塗料製造、大栄商会などの重役を務めた。昭和8年（1933年）11月7日に死去した。享年67。